# Chrysichthys turkana
Chrysichthys turkana är en fiskart som beskrevs av Hardman 2008. Chrysichthys turkana ingår i släktet Chrysichthys och familjen Claroteidae. Inga underarter finns listade i Catalogue of Life.